# NGC 3267
NGC 3267 és una galàxia lenticular a la constel·lació de la Màquina Pneumàtica. És un membre del cúmul de la Màquina Pneumàtica, que s'hi troba a uns 40,7 megaparsecs (132,7 milions d'anys llum) de distància.